# Edern (Heiliger)

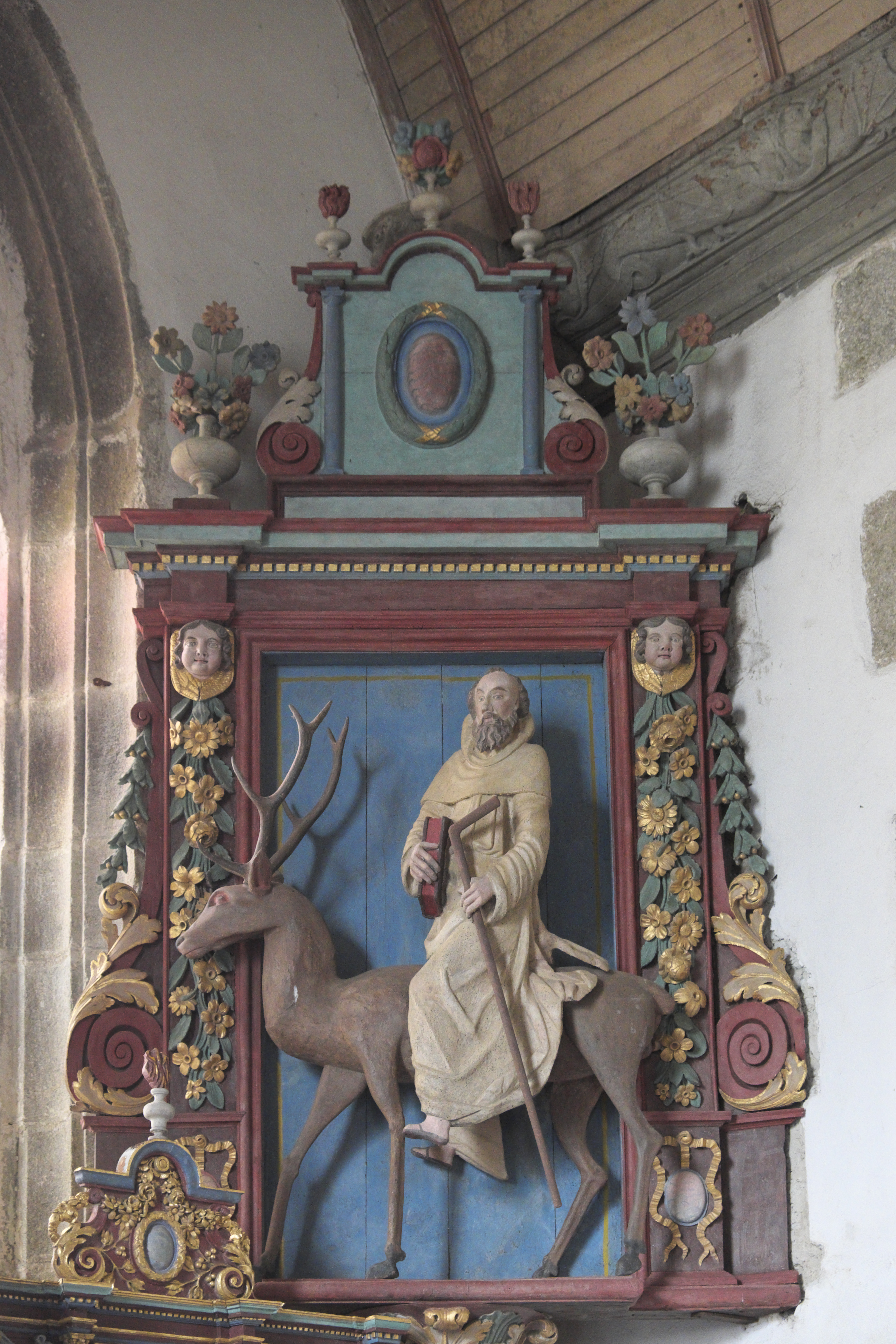
Skulptur des heiligen Edern in der Kirche Saint-Edern in Lannédern

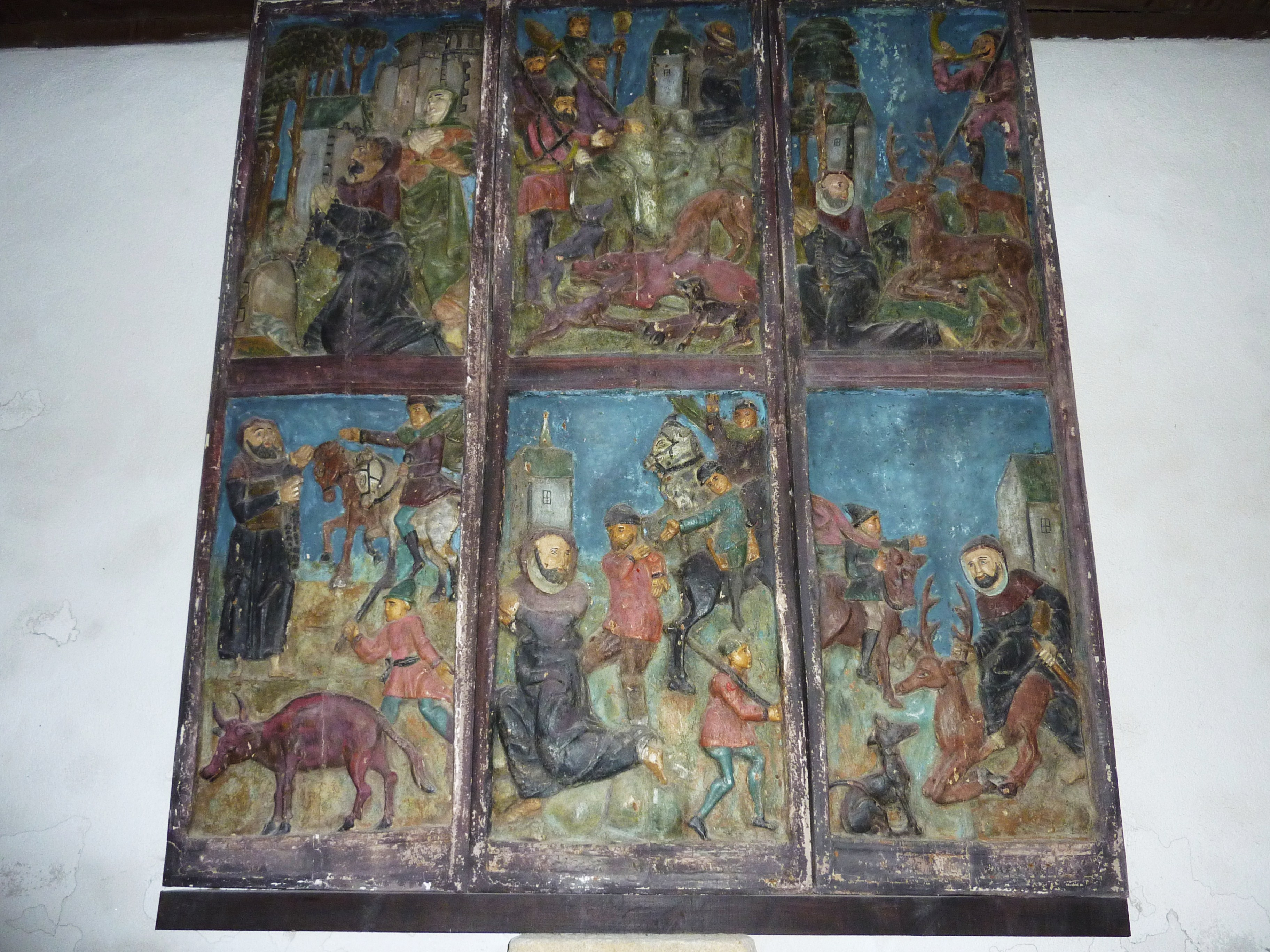
Holzrelief mit Szenen der Legende des Heiligen

Edern von Lannédern (* 9. Jahrhundert; † 10. Jahrhundert in Lannédern) ist ein nicht belegter Heiliger, der vor allem in der Bretagne verehrt wird. Er soll als Mönch und Missionar gewirkt haben und in der Kirche Saint-Edern in Lannédern bestattet worden sein. Sein Gedenktag ist der 26. August.

## Namen
Weitere Namen für Edern sind Edeyrn, Ouedern, Edrin, Edren, Œgidius. Der Name Edern bezieht sich auf unterschiedliche Personen, die als Heilige verehrt werden.

## Leben
Nach der Legende wurde der heilige Edern von Lannédern in der Grafschaft Cumberland im Nordwesten Englands geboren, wo er vermutlich als Mönch und Einsiedler lebte. Später kam er mit seiner Schwester Genoveva von Loqueffret in die Bretagne, wo sie bei Douarnenez an Land gingen. Genoveva soll in Loqueffret ein Kloster gegründet haben, der heilige Edern soll sich zunächst in dem nach ihm benannten Ort Edern als Einsiedler niedergelassen haben, wo er eine Kapelle errichtete. Später gründete er eine Einsiedelei in Lannédern, in der er bis zu seinem Tod lebte.

## Legende und Ikonografie
Nach der Legende rettete Edern einem Hirsch das Leben, der bei einer Jagd getötet werden sollte. Der Heilige soll den Hirsch unter seiner Mönchskutte versteckt haben. Aus Dankbarkeit begleitete der Hirsch Edern bis zu seinem Tod. Meist wird der heilige Edern auf einem Hirsch reitend dargestellt. Auf einem holzgeschnitzten Relief in der Kirche Saint-Edern in Lannédern sind die Szenen der Legende des Heiligen dargestellt.

## Reliquien

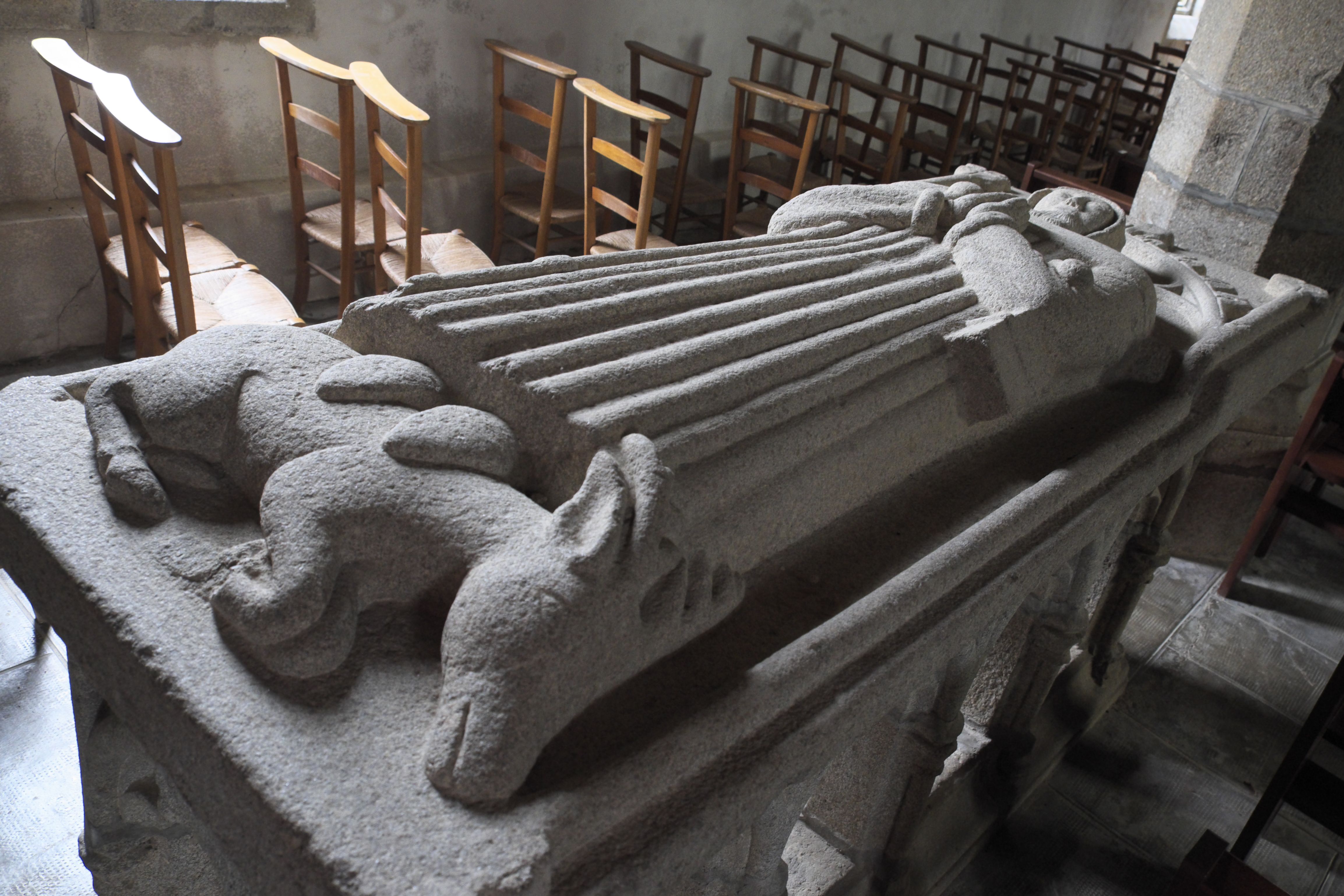
Grab des heiligen Edern

In der Kirche Saint-Edern in Lannédern werden die Gebeine des Heiligen verehrt. Sein Grab besteht aus Granit und wurde im 14. Jahrhundert geschaffen. Auf dem Tischgrab wird der Heilige als Liegefigur dargestellt, der mit einer Mönchskutte bekleidet und dessen Haupt in eine Kapuze gehüllt ist. Seine Hände sind über der Brust gefaltet, an seinem Arm hängt eine Tasche mit einem Buch, zu seinen Füßen kauert ein Hirch, auf dem die Füße des Toten ruhen. Die Grabplatte liegt auf einem hohen Sockel, der von Arkaden mit Dreipassbögen und schlanken Säulen durchbrochen ist.

## Patrozinien
Dem heiligen Edern von Lannédern sind folgende Kirchengebäude geweiht:
- Kirche Saint-Edern in Edern im Département Finistère in der Bretagne
- Kirche Saint-Edern in Lannédern im Département Finistère in der Bretagne
- Kirche Saint-Edern in Plouédern im Département Finistère in der Bretagne